# Studebaker Champ
Studebaker Champ — легкий пікап, що вироблявся корпорацією Studebaker у 1960-1964 роках, останній подібний транспортний засіб, розробленим компанією до того, як залишила автомобільний бізнес у 1966 році.
Розроблені в той час, коли лінійка вантажівок Studebaker не зазнавала серйозних модернізацій протягом понад 10 років, інженери Studebaker були змушені використати низку наявних компонентів, щоб вкластися в бюджет у 900 000 доларів, наданий їм радою директорів компанії, але кінцевий результат був вражаючим. свіжий і конкурентоспроможний за ціною, можливостями та продуктивністю з іншими американськими вантажівками тієї епохи.

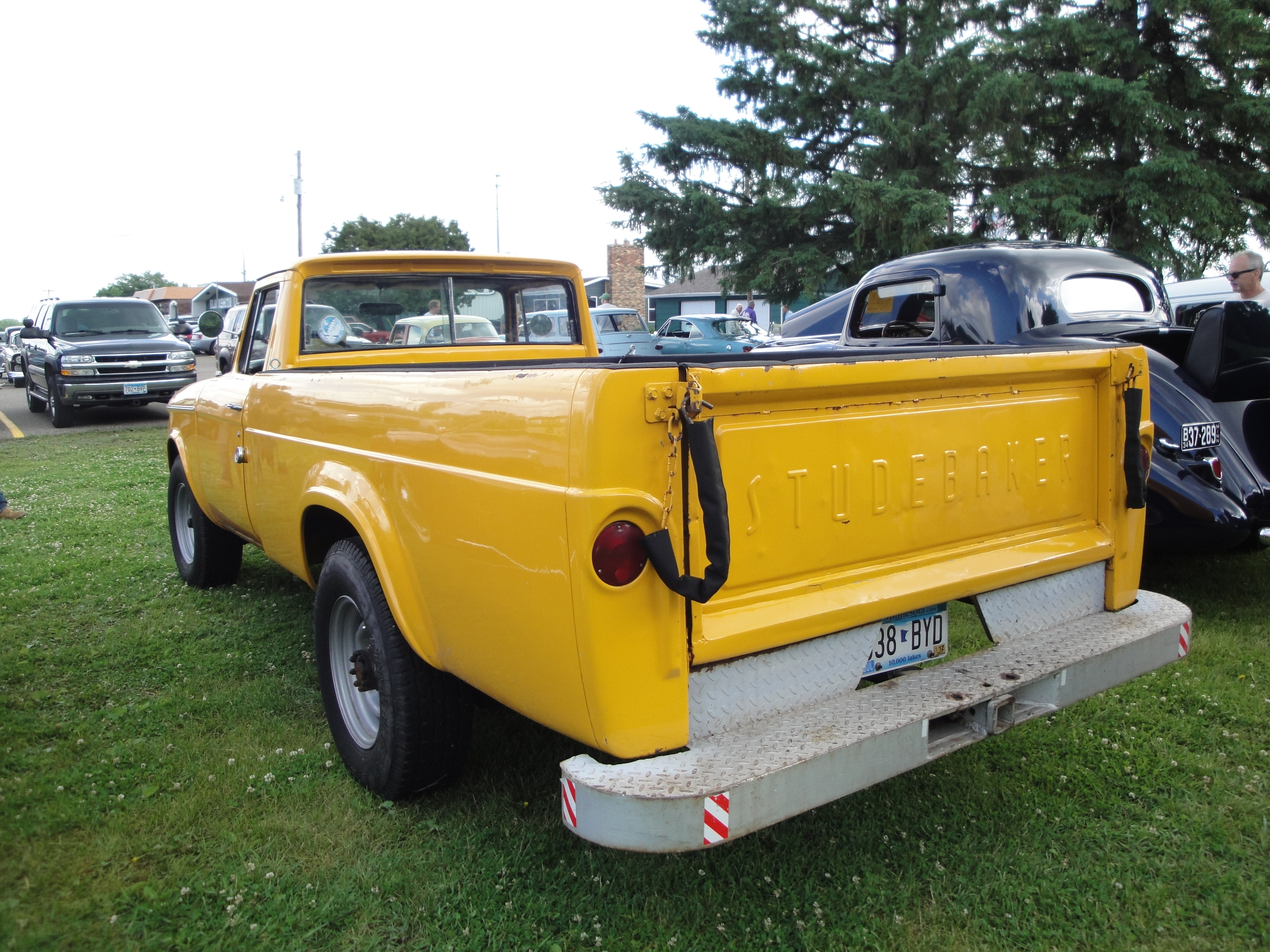

## Деталі шасі та кузова
Шасі Champ було в основному таким самим, як те, що використовувалося для ½- та ¾-тонних вантажівок Studebaker серії E 1949 року, типова драбинна рама з суцільними осями як спереду, так і ззаду. Незважаючи на свій вік, компоненти шасі Champ були не більш-менш сучасними, ніж ті, що були в вантажівках GM, Ford, Chrysler або International Harvester, усі з яких також використовували суцільну підвіску.
В верхній частині цієї перевізної рами секція кабіни була зовсім іншою. Хоча про абсолютно нову кабіну не могло бути й мови через міркування щодо вартості, кузов нового компактного автомобіля Lark виявився саме того розміру та форми, які відповідали б меті. Інженерний персонал взяв чотиридверний седан Lark, розрізав його навпіл за передніми дверима та трохи змінив передню половину, щоб відповідати точкам кріплення на шасі вантажівки. Єдиним новим штампуванням листового металу була задня стінка нової кабіни. Кошти були виділені, щоб надати Champ нову решітку радіатора з горизонтальними смугами, яка виглядала «жорсткіше», ніж сітка Lark.

## Двигуни
- 2.8 L I6
- 3.8 L Studebaker 245 I6
- 4.24 L V8
- 4.74 L V8